# 國王學校 (巴拉馬打)
33°47′11″S 151°1′22″E / 33.78639°S 151.02278°E
国王学校（英語：The King's School，或譯英王學校）是澳洲一所私立的走读兼寄宿制圣公会男子学校，坐落于澳大利亚聯邦新南威爾士州悉尼西部的北巴拉馬打，占地148公顷。学校创立于1831年，是澳洲最老的私立学校。
从幼儿园到十二年級，学校共有约3000名学生，同时约有430名五年级至十二年级的寄宿生，使其成为澳洲最大的寄宿学校之一。
在2010年，《世纪报》报道，根據校友中所获得澳大利亚勋章的人数，国王学校在澳大利亚的学校中排名第七。

## 早期历史
在1830年1月，会吏长威廉布劳顿为在新南威尔士州建立文法学校制定了一项计划。威灵顿公爵在担保英国皇室赞助的问题上给予了协助，同时指出在国王喬治四世授权下的学校将被命名为“国王学校”。尽管没有佐证，但据说皇室的许可最终是由威廉四世授予的。在1832年，首两所学校建立，第一所位于悉尼的彼特街，但8个月后随着第一任校长的去世而关闭；另外一所位于巴拉馬打的乔治街，并最终留存到现在。
学校最初的一批学生于1832年2月13日入学。当时校长罗伯特福里斯特牧师的薪水是每年100磅。从住宿生一年28磅和走读生一年8磅的学费中可以看出，福里斯特希望维持一定的住宿生数量来为他的助手们发放薪水，他们每年每教授一个学生就可以拿到4磅。根据1903年澳大利亚历史社会期刊中的一篇文章考证，学校开办的第一年中学生数量已经超过了100人。
到了1839年，福里斯特的健康情况每况愈下，他也因此递交了辞职申请。疾病导致了学校的校长在接下来的十年中经历了一系列更迭。威廉克拉克牧师被任命为福里斯特的继任者，同时约翰布劳顿牧师被任命负责管理住宿生。两年后W.W.辛普森教士成为了新校长，但是在1843年猩红热的迅速蔓延迫使了他辞职。著名的植物学家和西洋古典学者詹姆斯沃克牧师取代了辛普森，但在1847年却因重病辞职。
在1848年，原校长福里斯特回归，此时学校只有60个学生。但是在1853年他再次因为疾病而被迫辞职。在1854年7月，托马斯德鲁伊特牧师被任命为新一任校长，并在1855年4月建立了学校的军训制度。德鲁伊特认为自己的任命永久有效并且拒绝放弃校长的职位，直到1855年1月弗雷德里克阿米蒂奇牧师被任命为接替者。事实上，直到弗雷德里克巴克大主教在1855年5月进行了干预，德鲁伊特方才宣布离职。
在阿米蒂奇的掌管之下，学校经历了一段漫长的扩张时期。得益于他的个人财富，他在学校的发展上不断投资，添设了很多教学设备。同时学生的数量增加到了200人，其中150人是住宿生。学生在夏季每天学习7个小时，在冬季每天学习6个小时。除了宗教节日的放假外，学校每年还有6月15日到7月15日的寒假和12月24日到第二年1月31日的暑假。在1859年，阿米蒂奇借鉴了英国坎特伯雷国王学校的学生军训队制度。之后在1862年，阿米蒂奇申请离职去照顾生病的妻子并去攻读剑桥大学的数学系学位，但他再也没有回来。在他的任期结束时，他已经将学校的教学标准和质量提升到了一个很高的水平。
LJ特罗洛普在阿米蒂奇离职之前便被任命为代理校长。学校在1864年6月只招收了10位学生。学校突然没落的原因是多方面的，包括学校窘迫的经济状况，破旧的教学建筑和与其他学校的激烈竞争。校舍因经历了持续的暴风雨侵袭而导致了屋顶的倒塌，直接导致了学校的关闭。此外也有对阿米蒂奇缺乏责任主动离职的指责，但《澳大利亚传记辞典》则持反对意见，并指出“校长缺乏资助和稳定的薪水，同时学校缺乏地方议会的财政支持，这样的条件对于学术水平高的英国绅士很难有吸引力”。1869年，学校复课，由乔治麦克阿瑟担任校长。值得一提的是，麦克阿瑟在早年曾就读于国王学校。

## 校园
国王学校最初坐落于澳大利亚新南威尔士州悉尼巴拉馬打河码头边的乔治街。后经过皇室的批准，获得了部分地处巴拉馬打河上游靠近政府机关的土地。学校在那里开办了130余年，直到1968年，全校搬迁至北帕拉马塔的格湾布拉地区。当时学校的土地隶属于詹姆斯·巴恩斯，后詹姆斯以交换的形式将土地交予学校使用。搬迁以后，学校拥有了147公顷的土地面积，而格湾布拉地区多余的土地则转卖给了如今的塔拉圣公会女子中学，还有一部分土地则被用于居住用地发展。目前詹姆斯家族依旧拥有学校一部分土地的所有权，在学校的中心仍旧可以看到詹姆斯家族历代人的墓碑。

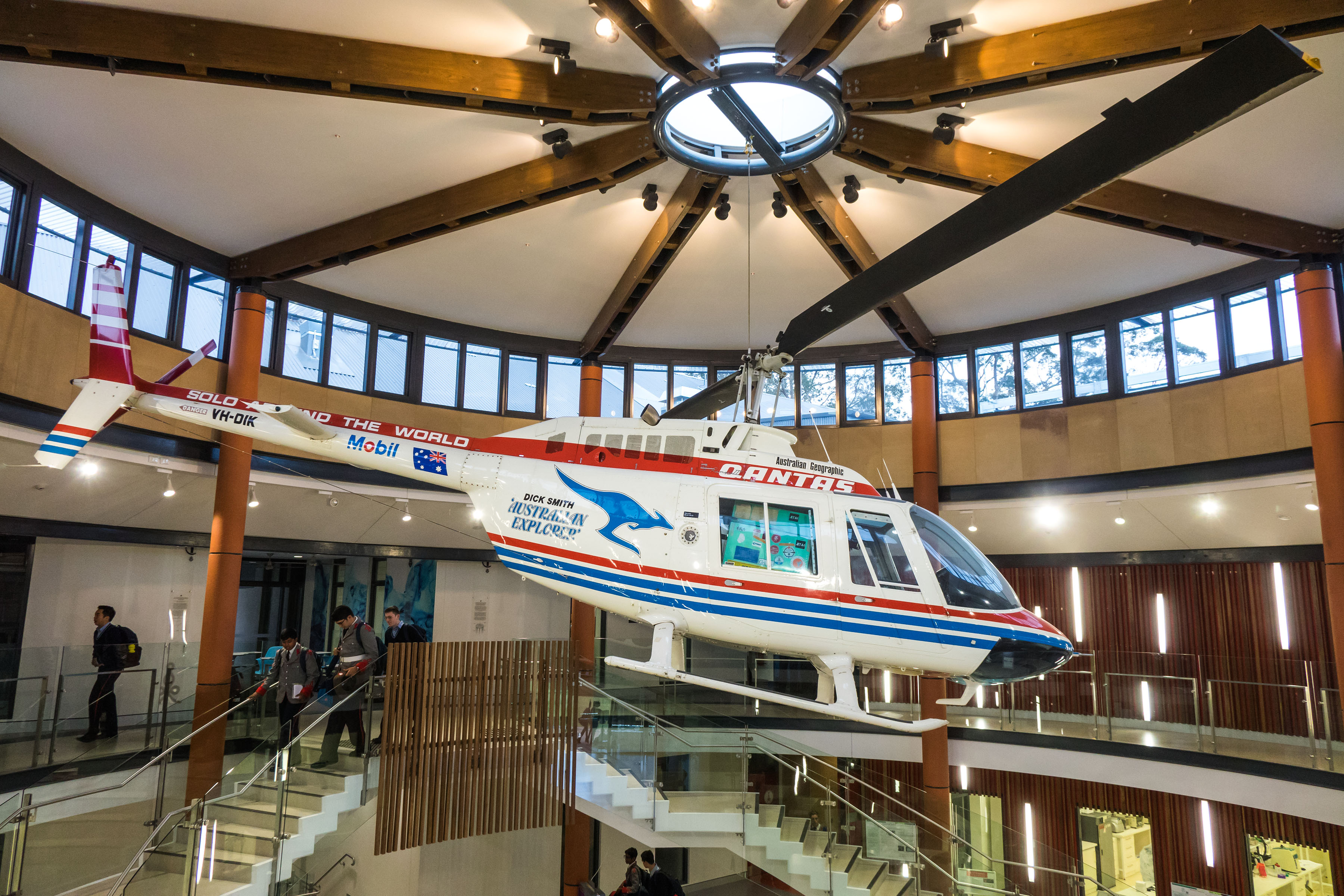
悉尼国王学校的科学中心。图中的贝尔206B（注册号:VH-DIK）即为全球首架环游世界的直升飞机。

中學部有完善的教育资源配置，包括图书馆，餐厅，礼堂以及独立的音乐大楼，体育中心，戏剧中心，科学中心。其中科学中心竣工于2014年3月，是全澳学校中目前为止最顶尖的科学实验室，楼内还挂有全球首架环游世界的直升飞机（由前校友狄克·史密斯捐赠）。
体育用地共有15个板球及橄榄球场，14个网球场，12个篮球场（9个室外，3个室内），7个足球场以及游泳池。学校的体育中心于2007年启用，其中有2个篮球场和1个健身房，同时还配备有体育理论教室。在校外的帕拉马塔河上，学校也为校赛艇队建立了专用的训练设施。
学校内还有农田，葡萄园，溫室，山地自行车道和帕拉马塔当地的许多历史遗迹。
在約翰·霍華德总理任职期间，国王学校因拥有广阔的土地和高昂的收费而备受政府以及社会的关注。在2004年的澳大利亚大选中，反对党工党领袖马克·莱瑟姆倡议对收费高昂的私立学校进行改革，这也将导致国王学校的收入受到巨大影响。但最后马克的竞选以失败告终。

## 宿舍体系

### 高等學校（中學）
到2011年为止，中學部共有6个走读生宿舍和8个住宿生宿舍。随后学校对其宿舍体系作出了调整，变成如今的6个走读生宿舍与5个住宿生宿舍。这些宿舍是学生们进行娱乐活动和茶歇的中心。
除了一个因2001年注册学生数量猛增而设立的宿舍外，大部分宿舍都已经存在了几十年。这些宿舍的名字源于从前的校长与副校长、学校的创立者（如Broughton，布劳顿）以及学校的传统地名（如Gowan Brae，格湾布拉）等。

### 预备学校（小學）
预备学校有四个宿舍，其中一个宿舍既有走读生，又有住宿生。而其余的住宿生住在格湾布拉宿舍（与中學部七年级共用）。每年4个宿舍间都会有田径和游泳等体育比赛。
格湾布拉宿舍作为从预备学校到中學的过渡，给予七年级学生机会去向中學的独特的学习环境作调整，但同时也保证了许多同年龄的学生能够一起学习。

## 校服
国王学校的校服是澳大利亚仍在使用的历史最悠久的军服。该制服包括了侧面有竖直红色条纹的海军蓝色长裤、白衬衫、黑皮鞋，以及灰色羊毛质地的夹克，缝有鸟眼图案。夹克上有红色的袖口，领口上有红色领章，袖口和肩上都有编织的同心结，类似于滑铁卢战役中的夹克。从校服中可以看出学校的军事历史。
这种夹克可以以几种不同的方式修改。右臂上可以缝上显示学生在澳大利亚预备役陆军中军衔的臂章。军乐队的成员会在夹克上佩戴白色的勋带。准尉左臂上会佩戴盾形纹章。但穿灰色夹克的同时需要系黑色领带作为对维多利亚女王逝世的纪念。
十一年级和十二年級的学生可以穿着带有白色条纹的海军蓝色夹克或者天蓝色的“荣誉夹克”。这两种夹克都可以在口袋上缝上学生在学术、体育或是文化方面的荣誉成就。
预备学校的校服和中學的校服稍有不同。幼儿园到二年级的学生穿带有竖直红色条纹的海军蓝色短裤、黑色袜子和蓝色夹克。三至六年级的学生穿相同款式的短裤和袜子，但夹克款式和中學相同。

## 课外活动
学校所设立的课外活动包括辩论、合唱、戏剧、乐队、体育，和爱丁堡公爵奖计划。同时中學学生每月会有一次社团活动，讨论时事以及当前论文的议题。
学校每年至少会演出一部音乐剧和两部戏剧。已经上演过的包括悲惨世界、班战斯的海盗、南太平洋、红男绿女、屋顶上的小提琴手、窈窕淑女和油脂等。

### 学生军训队
学生军训队建立于1869年，与纽因顿学院在澳洲有历史悠久的竞争关系。所有九年级与十年级的学生都被要求进行军训，他们会被教授生存技巧、绕绳下降、射击、地图识读、行军等其它的一些技能。
学校的军乐队是军训的核心元素之一，乐队会在学生列阵行军的时候演奏音乐。在每年的澳新军团日，军乐队会在悉尼市中心参加游行庆祝。

### 音乐
学校的音乐类项目在已有150年历史的音乐大楼内进行，这一项目迎合了具有不同音乐才能的学生。学校的音乐项目由课程及课外项目组成。
学校共有两个管风琴，一个教堂风琴位于学校的纪念教堂中，另一个巴洛克式的大管风琴位于学校的富特礼堂中。

#### 乐器课程
课程所提供学习的乐器有钢琴、管风琴、吉他、小提琴、大提琴、中提琴、低音提琴、大号、长号、小号、萨克斯、长笛、單簧管、打击乐器、风笛等。此外，学校还有许多的音乐方面的导师。

#### 定期音乐会及活动
校音乐系每年会定期开展一些活动，包括交響曲合奏以及个人音乐会。大多数的活动基本都在音乐大楼或者富特礼堂中举办。

### 体育
运动是每个学生的必修项目。在冬天，中學学生须参与联合式橄榄球、足球或越野赛跑当中的一个项目；而在夏天，学生则须参与赛艇、板球、篮球、网球、田径或游泳当中的一项。如果学生被体育主管选中，学生会在自己所选的运动之外代表学校参加射击训练及比赛。经过体育主管的评价后，学生可以参与他们最擅长的运动。预备学校的学生可以学习板球、联合式橄榄球、足球、篮球、网球以及壘球。

## 著名舊生
- 玛哈·哇集拉隆功